# Piloprepes
Piloprepes is een geslacht van vlinders van de familie sikkelmotten (Oecophoridae), uit de onderfamilie Oecophorinae.

## Soorten
- P. aemulella (Walker, 1864)
- P. antidoxa Meyrick, 1889
- P. phthoromima Meyrick, 1930